# Tegrimo I Guidi
Tegrimo Guidi, o Teudegrimo (900 circa – tra il 927 e il 941), conte palatino di Toscana nel X secolo, è considerato dalla storiografia il capostipite della famiglia Guidi.

## Biografia
Probabilmente Tegrimo era figlio di un certo Grimaldo di Pistoia, città dove tuttora è sepolto uno dei figli di Tegrimo. Nel 924 Tegrimo si recò in visita al castello di Modigliana di cui era signora la ravennate contessa Ingeldrada (II), figlia del duca Martino, che poi sposò. Certo è che la coppia ebbe due figli: Ranieri e Guido. Uno dei due ebbe per padrino al suo battesimo il re Ugo di Provenza come dichiarato dall'atto solenne di una donazione fatta da quel re d'Italia nel 927 al conte Tegrimo, che qualificò come un suo pari, del ricco Monastero di San Salvatore in Alina, ossia in Agna, già detto della Regina, con tutti i suoi terreni, case, rendite, ed altre pertinenze.

## Leggende
Secondo la tradizione, ritenuta vera sia da Giovanni Villani che da Scipione Ammirato, la famiglia dei conti Guidi sarebbe arrivata in Italia dalla Germania con Teudegrimo, cavaliere al seguito dell'imperatore Ottone I, se non addirittura nipote. Scrive infatti Villani: «si dice che anticamente furono d'Alamagna grandi baroni i quali passarono con Otto primo imperadore il quale diede loro il contado di Modigliana in Romagna e di là rimasono». In realtà, sebbene sia vero che il capostipite della casata sia stato Tegrimo o Teudegrimo I, non è possibile che sia arrivato in Italia nel 951 con Ottone I e tantomeno che sia stato l'imperatore a farlo conte di Modigliana.

## Discendenza
Tegrimo sposò Engelrada (II), figlia di Martino, duca di Ravenna (famiglia degli Onesti) e di Engelrada (I), figlia di Hucpold, capostipite degli Hucpoldingi. Essi ebbero due figli:
- Ranieri, diacono e rapitore dell'arcivescovo di Ravenna Pietro, atto per la quale vide, per mano di Ottone I, la confisca delle sue proprietà nel 967;
- Guido I, erede della contea di Modigliana; vivente nel 943. Sposò in prime nozze Sibilda-Richilda e in seconde nozze Gervisia; ebbe come figlio Tegrimo (II).